# Regimiento Fernando VII
El Regimiento Fernando VII (los fernandinos), previamente Batallón Fernando VII, fue una unidad militar del Ejército Real del Perú, que luchó por sostener la causa realista española en América del Sur durante la guerra de Independencia Hispanoamericana en la Argentina, Bolivia y el Perú. 

## Viaje desde Buenos Aires
Para sofocar las revueltas de Chuquisaca y La Paz, el virrey del Río de la Plata, Baltasar Hidalgo de Cisneros, envió desde Buenos Aires un contingente de 500 hombres al mando del mariscal de campo Vicente Nieto y del coronel de marina José de Córdoba. Esta expedición partió el 4 de octubre de 1809 organizada en tres divisiones con veteranos del Regimiento de Infantería de Buenos Aires, Regimiento de Dragones de Buenos Aires y del Real Cuerpo de Artillería, junto con una compañía de marina y otras de los cuerpos milicianos formados durante las Invasiones Inglesas: patricios, arribeños, montañeses, andaluces y artilleros de la Unión. 
Al llegar al Alto Perú, no hizo falta que entraran en combate. Nieto entró en Chuquisaca el 24 de diciembre de 1809 y asumió como presidente de la Real Audiencia de Charcas. Las fuerzas llevadas desde Buenos Aires permanecieron en el Alto Perú, distribuidas en Chuquisaca, Oruro y otros lugares.

## Voluntarios del Rey y Real Borbón
Producida la Revolución de Mayo, Nieto tomó conocimiento de la instalación de la Primera Junta el 23 de junio de 1810, tomando el día 26 la medida de desarmar a los soldados del Regimiento de Patricios de Buenos Aires que había llevado a Chuquisaca el año anterior, mandando a algunos de ellos a trabajar en el socabón de Potosí.
Incorporadas sus unidades en Buenos Aires al ejército de las Provincias Unidas del Río de la Plata, Nieto formó con los milicianos andaluces y montañeses que aceptaron unirse a las fuerzas realistas el Cuerpo de Voluntarios del Rey. 

(...) y ciento y cinquenta en dos compañias llamados de voluntarios del Rey que antes eran de Montañeses, y Andaluces, y de quienes tengo gran confianzas, así pr qe sus Oficiales son veneméritos, y amantes a su Rey, como pr qe su Tropa, qe se alla en buena disciplina ha manifestado ser de sentimientos mui diversos de los qe tenían los Patricios, y Arribeños (...)
Carta de Vicente Nieto a Gutiérrez de la Concha

Con los veteranos del Regimiento Fijo de Infantería de Buenos Aires formó las compañías veteranas del Real Borbón. 

### Cotagaita y Suipacha
A las órdenes de José de Córdoba, Nieto hizo situar en Santiago de Cotagaita un ejército de observación en espera de la llegada de las fuerzas revolucionarias del Ejército del Norte. Formaban parte de ese ejército de observación los veteranos del Real Borbón y el Cuerpo de Voluntarios del Rey, este al mando del capitán José Fernando de Fontaneda y el primero al de Juan de Dios Cabero y Juan de Dios Saravia. El 27 de octubre de 1810 se produjo el combate de Cotagaita que culminó con un triunfo realista. Esta batalla fue la primera de una larga lista de enfrentamientos en los que se enfrentaron soldados que un año antes habían formado parte de los mismos cuerpos y luchado juntos contra los invasores británicos en Buenos Aires.
El 7 de noviembre de 1810 se produjo la batalla de Suipacha, en la que volvieron a participar los veteranos del Real Borbón y el Cuerpo de Voluntarios del Rey. Esta batalla fue el primer triunfo de las fuerzas de la primera expedición auxiliadora al Alto Perú y los soldados realistas retrocedieron desordenadamente a Potosí, ciudad que el 10 de noviembre se pronunció en favor de la revolución. Los soldados realistas continuaron huyendo hacia el norte.

## Batallón Fernando VII
En marzo de 1811 los restos del Real Borbón y del Cuerpo de Voluntarios del Rey formaron el Batallón Fernando VII dentro del ejército que el brigadier José Manuel de Goyeneche preparaba en el campamento de Zepita, cerca del río Desaguadero para intervenir en el Alto Perú. La unidad portaba las banderas del Regimiento Fijo de Buenos Aires y quedó al mando de los capitanes Manuel Vidal, Juan Nava, Agustín de Huici y Juan de Dios Saravia, todos los cuales combatieron en el ejército realista durante toda la guerra.

### Batalla de Huaqui
El 20 de junio de 1811 el batallón formó parte de las fuerzas realistas que obtuvieron el triunfo en la batalla de Huaqui, integrando la columna del propio Goyeneche, avanzando en diciembre para situarse en Oruro y en Chayanta dentro de la División del Centro al mando del coronel Pablo Astete. Esta división se completaba con siete compañías del Regimiento Abancay, una compañía de artillería del Quispicanchis y los Dragones de Tinta. Algunos soldados veteranos que integraron el Real Borbón fueron incluidos en el Batallón de Voluntarios Provinciales de Potosí al mando del coronel Indalecio González de Socasa, quien rechazó el ataque a Oruro del coronel Esteban Arce el 16 de noviembre de 1811. Arce se dirigió a Chayanta, de donde desalojó a Astete el 18 de enero de 1812.

### Tucumán y Salta
El Batallón Fernando VII quedó al mando del capitán Manuel Vidal y se incorporó a la División de Vanguardia que al mando del brigadier Pío Tristán se situó en Tupiza y avanzó luego sobre Jujuy y Salta. El 1 de septiembre continuaron su avance hacia Tucumán, cayendo prisionero el primer jefe del batallón, coronel Huici, en el Combate de las Piedras el 3 de septiembre. El 24 de septiembre de 1812 el batallón estuvo entre las fuerzas derrotadas en la batalla de Tucumán, combatiendo en el ala derecha en contra de las milicias de caballería y del batallón de Pardos y Morenos. Retrocediendo sus restos luego de la batalla hacia la ciudad de Salta. 
El batallón contaba en Salta con 120 hombres: la 1º compañía al mando del capitán Manuel Vidal y la 2º compañía al mando del capitán Juan Nava, formando con el 2º Batallón del Real de Lima. El 20 de febrero de 1813 Manuel Belgrano logró el triunfo en la batalla de Salta, rindiéndose los soldados del Batallón Fernando VII junto con el resto de las fuerzas derrotadas.
A cambio del juramento de no volver a tomar armas contra las Provincias Unidas, Belgrano garantizó a Tristán y sus hombres su libertad.

ARTÍCULO 2.°: El jeneral, los jefes, i demás oficiales prestarán juramento de no volver a tomar las armas; i por todos los 
soldados del ejército, a quiénes les concede el señor jeneral Belgrano que puedan restituirse a sus casas, como las provincias unidas del Rio de la Plata, en las que se comprenden las de Potosí, Charcas, Cochabamba i la Paz.

Los soldados realistas juramentados en Salta, al llegar a Oruro fueron relevados de su juramento por el virrey del Perú y en gran parte se reincorporaron al ejército.
El resto del batallón fue fusionado a principios de 1815 con el Batallón de Milicias Provinciales de Potosí.

### Sipe Sipe
El 29 de noviembre de 1815 el Batallón Fernando VII, al mando del comandante Francisco Javier Aguilera, estuvo entre las fuerzas realistas comandadas por Joaquín de la Pezuela triunfadoras en la batalla de Sipe Sipe (o Viluma). Pocos días después de entrar Pezuela en Cochabamba, destacó al coronel Aguilera hacia Vallegrande con el Batallón Fernando VII, para aumentar sus fuerzas y continuar hacia Santa Cruz de la Sierra, en donde debía asumir como gobernador. 

### Padilla y Warnes
El general Ramírez dispuso que Aguilera con 700 hombres de los batallones Talavera y Fernando VII avanzara en busca del líder de la Republiqueta de La Laguna, Manuel Ascensio Padilla, en una acción combinada con otra columna desde Chuquisaca al mando de Miguel Tacón. El 13 de septiembre de 1816 se produjo la batalla de La Laguna con la victoria realista y la muerte de Padilla en el pueblo de Villar a manos de Aguilera el 14 de septiembre. Las fuerzas de Aguilera dieron muerte a 700 guerrilleros y luego ejecutaron a 76 prisioneros. 
Aguilera recibió órdenes de dirigirse a Santa Cruz de la Sierra en busca del líder de la Republiqueta de Santa Cruz, Ignacio Warnes, a quien enfrentó en la batalla de El Pari el 21 de noviembre de 1816, a consecuencia de la cual murió Warnes. Las fuerzas de Aguilera (1600 hombres) estaban formadas por el Batallón Fernando VII (500 soldados), el Batallón Talavera de la Reina (500 soldados), dos divisiones de caballería de Cochabamba (500 soldados) y dos piezas de artillería con 100 artilleros. Esta fue la batalla más sangrienta de la guerra de la Independencia americana con 200 realistas y 350 revolucionarios sobrevivientes.
El Batallón Fernando VII quedó aniquilado y Aguilera se convirtió en el nuevo gobernador realista de Santa Cruz de la Sierra, permaneciendo con él el batallón, que comenzó a ser reconstruido.

## Regimiento Fernando VII
En el año 1817 José de la Serna realizó profundas reformas en el ejército realista del Alto Perú, reorganizando en Santa Cruz de la Sierra con cuadros veteranos el Regimiento Fernando VII, parte del cual quedó al mando de Aguilera.

### Rebelión de Olañeta
El 22 de enero de 1824 comenzó una lucha interna entre los realistas del Perú y del Alto Perú, al desconocer el jefe militar absolutista del Alto Perú, Pedro Antonio Olañeta, la autoridad del liberal virrey del Perú, José de la Serna. Fracciones del regimiento, situado en Vallegrande, participaron en las acciones en contra del ejército de Jerónimo Valdés, destacado por el virrey para someter a Olañeta.
Una vez que Valdés se replegó al Perú, durante el mes de octubre Olañeta ocupó Cochabamba con 2.000 soldados, incluidos los 600 del 1º Batallón del Regimiento de Fernando VII de Aguilera. 

### Ayacucho y fin del regimiento
El 9 de diciembre de 1824 se produjo la Batalla de Ayacucho, que significó el fin del dominio español en Sudamérica. Una parte del Regimiento Fernando VII, que portaba la antigua bandera del Fijo de Buenos Aires, combatió bajo el mando de José Carratalá, quedando comprendido en la Capitulación de Ayacucho.
Una vez que Antonio José de Sucre ingresó al territorio altoperuano, en Cochabamba se sublevó el coronel José Martínez con el 1° Batallón del Regimiento Fernando VII, siendo renombrado Batallón Libertadores. Cuando se dirigían a Cochabamba para reprimir la sublevación de esa ciudad, el 26 de enero de 1825 se sublevó en Chilón el 2° Batallón del Regimiento Fernando VII, tomando prisionero a Aguilera, pero logró escapar. En Santa Cruz de la Sierra José Manuel Mercado entró en la ciudad el 14 de febrero, uniéndose la guarnición realista a las fuerzas revolucionarias. Aguilera huyó a la región entre Santa Cruz y Vallegrande (las Yungas de Arepucho) hasta que el 14 de octubre de 1828 encabezó un alzamiento realista en la ciudad de Vallegrande, pero fue vencido por Anselmo Ribas el 30 de octubre de 1828, logró huir pero fue apresado y fusilado el 23 de noviembre de 1828 en las cercanías a Vallegrande.